# Liste des médaillés aux Jeux olympiques d'été de 1936
Cet article liste les athlètes ayant remporté une médaille aux Jeux olympiques d'été de 1936 à Berlin en Allemagne du 1er août au 16 août 1936.

## Athlétisme
| Épreuves          | Or                                                                             | Argent                                                                 | Bronze                                                                       |
| ----------------- | ------------------------------------------------------------------------------ | ---------------------------------------------------------------------- | ---------------------------------------------------------------------------- |
| Hommes            |                                                                                |                                                                        |                                                                              |
| 100 m             | Jesse Owens (USA)                                                              | Ralph Metcalfe (USA)                                                   | Tinus Osendarp (NED)                                                         |
| 200 m             | Jesse Owens (USA)                                                              | Matthew Robinson (USA)                                                 | Tinus Osendarp (NED)                                                         |
| 400 m             | Archie Williams (USA)                                                          | Godfrey Brown (GBR)                                                    | James LuValle (USA)                                                          |
| 800 m             | John Woodruff (USA)                                                            | Mario Lanzi (ITA)                                                      | Phil Edwards (CAN)                                                           |
| 1 500 m           | Jack Lovelock (NZL)                                                            | Glenn Cunningham (USA)                                                 | Luigi Beccali (ITA)                                                          |
| 5 000 m           | Gunnar Höckert (FIN)                                                           | Lauri Lehtinen (FIN)                                                   | Henry Jonsson (SWE)                                                          |
| 10 000 m          | Ilmari Salminen (FIN)                                                          | Arvo Askola (FIN)                                                      | Volmari Iso-Hollo (FIN)                                                      |
| Marathon          | Son Ki-chong (JPN)                                                             | Ernest Harper (GBR)                                                    | Nam Sung-yong (JPN)                                                          |
| 110 m haies       | Forrest Towns (USA)                                                            | Donald Finlay (GBR)                                                    | Frederick Pollard (USA)                                                      |
| 400 m haies       | Glenn Hardin (USA)                                                             | John Loaring (CAN)                                                     | Miguel White (PHI)                                                           |
| 3 000 m steeple   | Volmari Iso-Hollo (FIN)                                                        | Kaarlo Tuominen (FIN)                                                  | Alfred Dompert (GER)                                                         |
| Relais 4 × 100 m  | États-Unis Foy Draper Ralph Metcalfe Jesse Owens Frank Wykoff                  | Italie Gianni Caldana Tullio Gonnelli Orazio Mariani Elio Ragni        | Allemagne Erich Borchmeyer Erwin Gillmeister Gerd Hornberger Wilhelm Leichum |
| Relais 4 × 400 m  | Grande-Bretagne Godfrey Brown Godfrey Rampling William Roberts Frederick Wolff | États-Unis Harold Cagle Alfred Fitch Edward O’Brien Robert Young       | Allemagne Helmut Hamann Rudolf Harbig Harry Voigt Friedrich von Stülpnagel   |
| 50 km marche      | Harold Whitlock (GBR)                                                          | Arthur Schwab (SUI)                                                    | Adalberts Bubenko (LAT)                                                      |
| Saut en hauteur   | Cornelius Johnson (USA)                                                        | David Albritton (USA)                                                  | Delos Thurber (USA)                                                          |
| Saut à la perche  | Earle Meadows (USA)                                                            | Shūhei Nishida (JPN)                                                   | Sueo Ōe (JPN)                                                                |
| Saut en longueur  | Jesse Owens (USA)                                                              | Luz Long (GER)                                                         | Naoto Tajima (JPN)                                                           |
| Triple saut       | Naoto Tajima (JPN)                                                             | Masao Harada (JPN)                                                     | Jack Metcalfe (AUS)                                                          |
| Lancer du poids   | Hans Woellke (GER)                                                             | Sulo Bärlund (FIN)                                                     | Gerhard Stöck (GER)                                                          |
| Lancer du disque  | Ken Carpenter (USA)                                                            | Gordon Dunn (USA)                                                      | Giorgio Oberweger (ITA)                                                      |
| Lancer du marteau | Karl Hein (GER)                                                                | Erwin Blask (GER)                                                      | Fred Warngård (SWE)                                                          |
| Lancer du javelot | Gerhard Stöck (GER)                                                            | Yrjö Nikkanen (FIN)                                                    | Kalervo Toivonen (FIN)                                                       |
| Décathlon         | Glenn Morris (USA)                                                             | Robert Clark (USA)                                                     | Jack Parker (USA)                                                            |
| Femmes            |                                                                                |                                                                        |                                                                              |
| 100 m             | Helen Stephens (USA)                                                           | Stanisława Walasiewicz (POL)                                           | Käthe Krauss (GER)                                                           |
| 80 m haies        | Trebisonda Valla (ITA)                                                         | Anni Steuer (GER)                                                      | Elizabeth Taylor (CAN)                                                       |
| Relais 4 × 100 m  | États-Unis Harriet Bland Betty Robinson Annette Rogers Helen Stephens          | Grande-Bretagne Audrey Brown Barbara Burke Eileen Hiscock Violet Olney | Canada Dorothy Brookshaw Hilda Cameron Mildred Dolson Aileen Meagher         |
| Saut en hauteur   | Ibolya Csák (HUN)                                                              | Dorothy Tyler (GBR)                                                    | Elfriede Kaun (GER)                                                          |
| Lancer du disque  | Gisela Mauermayer (GER)                                                        | Jadwiga Wajs (POL)                                                     | Paula Mollenhauer (GER)                                                      |
| Lancer du javelot | Tilly Fleischer (GER)                                                          | Luise Krüger (GER)                                                     | Maria Kwaśniewska (POL)                                                      |

## Aviron
| Épreuves            | Or | Argent | Bronze |
| ------------------- | --- | --- | --- |
| Hommes              | | | |
| Skiff               | Gustav Schäfer (GER) | Josef Hasenöhrl (AUT) | Daniel Barrow (USA) |
| Deux de couple      | Grande-Bretagne Jack Beresford Leslie Southwood                                                                           | Allemagne Willi Kaidel Joachim Pirsch | Pologne Jerzy Ustupski Roger Verey |
| Deux sans barreur   | Allemagne Willi Eichhorn Hugo Strauß                                                                                      | Danemark Harry Julius Larsen Richardt Olsen | Argentine Julio Curatella Horacio Podestá |
| Deux avec barreur   | Allemagne Herbert Adamski Dieter Arend Gerhard Gustmann                                                                   | Italie Almiro Bergamo Luciano Negrini Guido Santin | France Marceau Fourcade Georges Tapie Noël Vandernotte                                                                                          |
| Quatre sans barreur | Allemagne Rudolf Eckstein Martin Karl Wilhelm Menne Anton Rom                                                             | Grande-Bretagne Alan Barrett Thomas Bristow Peter Herbert Jackson John Sturrock                                                                       | Suisse Hermann Betschart Alex Homberger Hans Homberger Karl Schmid                                                                              |
| Quatre avec barreur | Allemagne Fritz Bauer Ernst Gaber Hans Maier Paul Söllner Walter Volle                                                    | Suisse Hermann Betschart Alex Homberger Hans Homberger Karl Schmid Rolf Spring                                                                        | France Marcel Chauvigné Jean Cosmat Fernand Vandernotte Marcel Vandernotte Noël Vandernotte                                                     |
| Huit                | États-Unis Gordon Adam Charles Day Donald Hume George Hunt James McMillin Robert Moch Herbert Morris Joe Rantz John White | Italie Dino Barsotti Enzo Bartolini Mario Checcacci Guglielmo Del Bimbo Enrico Garzelli Oreste Grossi Cesare Milani Ottorino Quaglierini Dante Secchi | Allemagne Hans-Joachim Hannemann Heinz Kaufmann Hans Kuschke Werner Loeckle Wilhelm Mahlow Helmut Radach Alfred Rieck Herbert Schmidt Gerd Völs |

## Basket-ball
| Épreuves         | Or | Argent | Bronze |
| ---------------- | --- | --- | --- |
| Tournoi masculin | États-Unis Sam Balter Ralph Bishop Joe Fortenberry Tex Gibbons Francis Johnson Carl Knowles Frank Lubin Art Mollner Donald Piper Jack Ragland Willard Schmidt Carl Shy Duane Swanson Bill Wheatley | Canada Gordon Aitchison Ian Allison Art Chapman Chuck Chapman Edward Dawson Irving Meretsky Doug Peden James Stewart Malcolm Wiseman | Mexique Carlos Borja Víctor Borja Rodolfo Choperena Luis de la Vega Raúl Fernández Andrés Gómez Silvio Hernández Francisco Martínez Jesús Olmos José Pamplona Greer Skousen |

## Boxe
| Épreuves                         | Or                    | Argent                  | Bronze                     |
| -------------------------------- | --------------------- | ----------------------- | -------------------------- |
| Hommes                           |                       |                         |                            |
| Poids mouches Moins de 50,8 kg   | Willy Kaiser (GER)    | Gavino Matta (ITA)      | Louis Laurie (USA)         |
| Poids coqs Moins de 53,5 kg      | Ulderico Sergo (ITA)  | Jack Wilson (USA)       | Fidel Ortiz (MEX)          |
| Poids plumes Moins de 57,2 kg    | Oscar Casanovas (ARG) | Charles Catterall (RSA) | Josef Miner (GER)          |
| Poids légers Moins de 61,2 kg    | Imre Harangi (HUN)    | Nikolai Stepulov (EST)  | Erik Ågren (SWE)           |
| Poids welters Moins de 66,7 kg   | Sten Suvio (FIN)      | Michael Murach (GER)    | Gerhard Pedersen (DEN)     |
| Poids moyens Moins de 72,6 kg    | Jean Despeaux (FRA)   | Henry Tiller (NOR)      | Raúl Villareal (ARG)       |
| Poids mi-lourds Moins de 79,4 kg | Roger Michelot (FRA)  | Richard Vogt (GER)      | Francisco Risiglione (ARG) |
| Poids lourds Plus de 79,4 kg     | Herbert Runge (GER)   | Guillermo Lovell (ARG)  | Erling Nilsen (NOR)        |

## Canoë-kayak
| Épreuves               | Or                                                 | Argent                                  | Bronze                                       |
| ---------------------- | -------------------------------------------------- | --------------------------------------- | -------------------------------------------- |
| Hommes                 |                                                    |                                         |                                              |
| C1 1 000 m             | Francis Amyot (CAN)                                | Bohuslav Karlík (TCH)                   | Erich Koschik (GER)                          |
| C2 1 000 m             | Tchécoslovaquie Jan Brzák-Felix Vladimír Syrovátka | Autriche Karl Proisl Rupert Weinstabl   | Canada Harvey Charters Frank Saker           |
| C2 10 000 m            | Tchécoslovaquie Václav Mottl Zdeněk Škrland        | Canada Harvey Charters Frank Saker      | Autriche Karl Proisl Rupert Weinstabl        |
| K1 1 000 m             | Gregor Hradetzky (AUT)                             | Helmut Cämmerer (GER)                   | Jaap Kraaier (NED)                           |
| K2 1 000 m             | Autriche Alfons Dorfner Adolf Kainz                | Allemagne Fritz Bondroit Ewald Tilker   | Pays-Bas Nicolaas Tates Willem van der Kroft |
| K1 10 000 m            | Ernst Krebs (GER)                                  | Fritz Landertinger (AUT)                | Ernest Riedel (USA)                          |
| K2 10 000 m            | Allemagne Ludwig Landen Paul Wevers                | Autriche Viktor Kalisch Karl Steinhuber | Suède Tage Fahlborg Helge Larsson            |
| K1 10 000 m démontable | Gregor Hradetzky (AUT)                             | Henri Eberhardt (FRA)                   | Xaver Hörmann (GER)                          |
| K2 10 000 m démontable | Suède Erik Bladström Sven Johansson                | Allemagne Erich Hanisch Willi Horn      | Pays-Bas Cornelis Wijdekop Pieter Wijdekop   |

## Cyclisme

### Piste
| Épreuves              | Or                                                                 | Argent                                                             | Bronze                                                             |
| --------------------- | ------------------------------------------------------------------ | ------------------------------------------------------------------ | ------------------------------------------------------------------ |
| Hommes                |                                                                    |                                                                    |                                                                    |
| Kilomètre             | Arie van Vliet (NED)                                               | Pierre Georget (FRA)                                               | Rudolf Karsch (GER)                                                |
| Vitesse individuelle  | Toni Merkens (GER)                                                 | Arie van Vliet (NED)                                               | Louis Chaillot (FRA)                                               |
| Poursuite par équipes | France Robert Charpentier Jean Goujon Guy Lapébie Roger Le Nizerhy | Italie Bianco Bianchi Mario Gentili Armando Latini Severino Rigoni | Grande-Bretagne Harry Hill Ernest Johnson Charles King Ernie Mills |
| Tandem                | Allemagne Ernst Ihbe Carl Lorenz                                   | Pays-Bas Bernard Leene Hendrik Ooms                                | France Pierre Georget Georges Maton                                |

### Route
| Épreuves           | Or                                                     | Argent                                            | Bronze                                                                 |
| ------------------ | ------------------------------------------------------ | ------------------------------------------------- | ---------------------------------------------------------------------- |
| Hommes             |                                                        |                                                   |                                                                        |
| Course en ligne    | Robert Charpentier (FRA)                               | Guy Lapébie (FRA)                                 | Ernst Nievergelt (SUI)                                                 |
| Course par équipes | France Robert Charpentier Robert Dorgebray Guy Lapébie | Suisse Edgar Buchwalder Ernst Nievergelt Kurt Ott | Belgique Auguste Garrebeek Armand Putzeyse Jean-François Van Der Motte |

## Football
| Épreuves         | Or | Argent | Bronze |
| ---------------- | --- | --- | --- |
| Tournoi masculin | Italie Giuseppe Baldo Sergio Bertoni Carlo Biagi Giulio Cappelli Alfredo Foni Annibale Frossi Francesco Gabriotti Ugo Locatelli Libero Marchini Alfonso Negro Achille Piccini Pietro Rava Luigi Scarabello Bruno Venturini | Autriche Franz Fuchsberger Max Hofmeister Eduard Kainberger Karl Kainberger Martin Kargl Josef Kitzmüller Anton Krenn Ernst Künz Adolf Laudon Franz Mandl Klement Steinmetz Karl Wahlmüller Walter Werginz | Norvège Arne Brustad Nils Eriksen Odd Frantzen Sverre Hansen Rolf Holmberg Øivind Holmsen Fredrik Horn Magnar Isaksen Henry Johansen Jørgen Juve Reidar Kvammen Alf Martinsen Magdalon Monsen Frithjof Ulleberg |

## Gymnastique
| Épreuves                    | Or | Argent | Bronze |
| --------------------------- | --- | --- | --- |
| Hommes                      | | | |
| Concours par équipes        | Allemagne Franz Beckert Konrad Frey Alfred Schwarzmann Willi Stadel Innozenz Stangl Walter Steffens Matthias Volz Ernst Winter | Suisse Walter Bach Albert Bachmann Walter Beck Eugen Mack Georges Miez Michael Reusch Eduard Steinemann Josef Walter                                  | Finlande Mauri Nyberg-Noroma Veikko Pakarinen Aleksanteri Saarvala Heikki Savolainen Esa Seeste Einari Teräsvirta Eino Tukiainen Martti Uosikkinen |
| Concours général individuel | Alfred Schwarzmann (GER) | Eugen Mack (SUI) | Konrad Frey (GER) |
| Sol                         | Georges Miez (SUI) | Josef Walter (SUI) | Konrad Frey (GER) Eugen Mack (SUI) |
| Cheval d'arçon              | Konrad Frey (GER) | Eugen Mack (SUI) | Albert Bachmann (SUI) |
| Anneaux                     | Alois Hudec (TCH) | Leon Štukelj (YUG) | Matthias Volz (GER) |
| Saut de cheval              | Alfred Schwarzmann (GER) | Eugen Mack (SUI) | Matthias Volz (GER) |
| Barres parallèles           | Konrad Frey (GER) | Michael Reusch (SUI) | Alfred Schwarzmann (GER) |
| Barre fixe                  | Aleksanteri Saarvala (FIN) | Konrad Frey (GER) | Alfred Schwarzmann (GER) |
| Femmes                      | | | |
| Concours par équipes        | Allemagne Anita Bärwirth Erna Bürger Isolde Frölian Friedl Iby Gertrud Meyer Paula Pöhlsen Julie Schmitt Käthe Sohnemann       | Tchécoslovaquie Jaroslava Bajerová Vlasta Děkanová Bozena Dobesová Vlasta Foltová Anna Hrebrinova Matylda Pálfyová Zdeňka Veřmiřovská Marie Větrovská | Hongrie Margit Csillik Margit Kalocsai Ilona Madary Gabriella Mészáros Margit Nagy Olga Törös Judit Tóth Eszter Voit                               |

## Haltérophilie
| Épreuves         | Or                                   | Argent                | Bronze               |
| ---------------- | ------------------------------------ | --------------------- | -------------------- |
| Hommes           |                                      |                       |                      |
| Moins de 60 kg   | Raymond Suvigny (USA)                | Saleh Soliman (EGY)   | Ibrahim Shams (EGY)  |
| Moins de 67,5 kg | Robert Fein (AUT) Anwar Mesbah (EGY) |                       | Karl Jansen (GER)    |
| Moins de 75 kg   | Khadr Sayed El Touni (EGY)           | Rudolf Ismayr (GER)   | Adolf Wagner (GER)   |
| Moins de 82,5 kg | Louis Hostin (FRA)                   | Eugen Deutsch (GER)   | Ibrahim Wasif (EGY)  |
| Plus de 82,5 kg  | Josef Manger (GER)                   | Václav Pšenička (TCH) | Arnold Luhaäär (EST) |

## Handball
| Épreuves         | Or | Argent | Bronze |
| ---------------- | --- | --- | --- |
| Tournoi masculin | Allemagne Willy Bandholz Wilhelm Baumann Helmut Berthold Helmut Braselmann Wilhelm Brinkmann Georg Dascher Kurt Dossin Fritz Fromm Hermann Hansen Erich Herrmann Heinrich Keimig Hans Keiter Alfred Klingler Arthur Knautz Heinz Körvers Karl Kreutzberg Wilhelm Müller Günther Ortmann Edgar Reinhardt Fritz Spengler Rudolf Stahl Hans Theilig | Autriche Franz Bartl Franz Berghammer Franz Bistricky Franz Brunner Johann Houschka Emil Juracka Ferdinand Kiefler Josef Krejci Otto Licha Friedrich Maurer Anton Perwein Siegfried Powolny Siegfried Purner Walter Reisp Alfred Schmalzer Alois Schnabel Ludwig Schuberth Johann Tauscher Jaroslav Volak Leopold Wohlrab Friedrich Wurmböck Johann Zehetner | Suisse Max Bloesch Rolf Fäs Burkhard Gantenbein Willy Gysi Erland Herkenrath Ernst Hufschmid Willy Hufschmid Werner Meyer Georg Mischon Willy Schäfer Werner Scheurmann Edy Schmid Erich Schmitt Eugen Seiterle Max Streib Robert Studer Rudolf Wirz |

## Hockey sur gazon
| Épreuves         | Or | Argent | Bronze |
| ---------------- | --- | --- | --- |
| Tournoi masculin | Inde Richard Allen Dhyan Chand Ali Dara Lionel Emmett Peter Fernandes Joseph Galibardy Earnest Goodsir-Cullen Mohammed Hussain Sayed Jaffar Ahmed Khan Ahsan Khan Mirza Masood Cyril Michie Baboo Nimal Joseph Phillips Shabban Shahab-ud-Din G.S.Garewal Roop Singh Carlyle Tapsell | Allemagne Hermann auf der Heide Ludwig Beisiegel Erich Cuntz Karl Dröse Alfred Gerdes Werner Hamel Harald Huffmann Erwin Keller Herbert Kemmer Werner Kubitzki Paul Mehlitz Karl Menke Fritz Messner Detlef Okrent Heinrich Peter Heinz Raack Carl Ruck Hans Scherbart Heinz Schmalix Tito Warnholtz Kurt Weiß Erich Zander | Pays-Bas Henk de Looper Jan de Looper Aat de Roos Rein de Waal Piet Gunning Inge Heybroek Hans Schnitger René Sparenberg Ernst van den Berg Ru van der Haar Tonny van Lierop Max Westerkamp |

## Lutte

### Gréco-romaine
| Épreuves       | Or                      | Argent                   | Bronze                 |
| -------------- | ----------------------- | ------------------------ | ---------------------- |
| Hommes         |                         |                          |                        |
| Moins de 56 kg | Márton Lõrincz (HUN)    | Egon Svensson (SWE)      | Jakob Brendel (GER)    |
| Moins de 61 kg | Yaşar Erkan (TUR)       | Aarne Reini (FIN)        | Einar Karlsson (SWE)   |
| Moins de 66 kg | Lauri Koskela (FIN)     | Jozef Herda (TCH)        | Voldemar Väli (EST)    |
| Moins de 72 kg | Rudolf Svedberg (SWE)   | Fritz Schäfer (GER)      | Eino Virtanen (FIN)    |
| Moins de 79 kg | Ivar Johansson (SWE)    | Ludwig Schweickert (GER) | József Palotás (HUN)   |
| Moins de 87 kg | Axel Cadier (SWE)       | Edvīns Bietags (LAT)     | August Neo (EST)       |
| Plus de 87 kg  | Kristjan Palusalu (EST) | John Nyman (SWE)         | Kurt Hornfischer (GER) |

### Libre
| Épreuves       | Or                       | Argent                | Bronze                     |
| -------------- | ------------------------ | --------------------- | -------------------------- |
| Hommes         |                          |                       |                            |
| Moins de 56 kg | Ödön Zombori (HUN)       | Ross Flood (USA)      | Johannes Herbert (GER)     |
| Moins de 61 kg | Kustaa Pihlajamäki (FIN) | Francis Millard (USA) | Gösta Frändfors (SWE)      |
| Moins de 66 kg | Károly Kárpáti (HUN)     | Wolfgang Ehrl (GER)   | Hermanni Pihlajamäki (FIN) |
| Moins de 72 kg | Frank Lewis (USA)        | Thure Andersson (SWE) | Joseph Schleimer (CAN)     |
| Moins de 79 kg | Émile Poilvé (FRA)       | Richard Voliva (USA)  | Ahmet Kireççi (TUR)        |
| Moins de 87 kg | Knut Fridell (SWE)       | August Neo (EST)      | Erich Siebert (GER)        |
| Plus de 87 kg  | Kristjan Palusalu (EST)  | Josef Klapuch (TCH)   | Hjalmar Nyström (FIN)      |

## Natation
| Épreuves                    | Or                                                                 | Argent                                                              | Bronze                                                             |
| --------------------------- | ------------------------------------------------------------------ | ------------------------------------------------------------------- | ------------------------------------------------------------------ |
| Hommes                      |                                                                    |                                                                     |                                                                    |
| 100 m nage libre            | Ferenc Csik (HUN)                                                  | Masanori Yusa (JPN)                                                 | Shigeo Arai (JPN)                                                  |
| 400 m nage libre            | Jack Medica (USA)                                                  | Shunpei Uto (JPN)                                                   | Shozo Makino (JPN)                                                 |
| 1 500 m nage libre          | Noboru Terada (JPN)                                                | Jack Medica (USA)                                                   | Shunpei Uto (JPN)                                                  |
| 100 m dos                   | Adolph Kiefer (USA)                                                | Albert Vande Weghe (USA)                                            | Masaji Kiyokawa (JPN)                                              |
| 200 m brasse                | Tetsuo Hamuro (JPN)                                                | Erwin Sietas (GER)                                                  | Reizo Koike (JPN)                                                  |
| Relais 4 × 200 m nage libre | Japon Shigeo Arai Shigeo Sugiura Masaharu Taguchi Masanori Yusa    | États-Unis Ralph Flanagan John Macionis Jack Medica Paul Wolf       | Hongrie Oszkár Abay-Nemes Ferenc Csik Ödön Gróf Árpád Lengyel      |
| Femmes                      |                                                                    |                                                                     |                                                                    |
| 100 m nage libre            | Rie Mastenbroek (NED)                                              | Jeannette Campbell (ARG)                                            | Gisela Arendt (GER)                                                |
| 400 m nage libre            | Rie Mastenbroek (NED)                                              | Ragnhild Hveger (DEN)                                               | Lenore Kight (USA)                                                 |
| 100 m dos                   | Nida Senff (NED)                                                   | Rie Mastenbroek (NED)                                               | Alice Bridges (USA)                                                |
| 200 m brasse                | Hideko Maehata (JPN)                                               | Martha Genenger (GER)                                               | Inge Sørensen (DEN)                                                |
| Relais 4 × 200 m nage libre | Pays-Bas Willy den Ouden Rie Mastenbroek Jopie Selbach Tini Wagner | Allemagne Gisela Arendt Ruth Halbsguth Leni Lohmar Ingeborg Schmitz | États-Unis Mavis Freeman Bernice Lapp Olive McKean Katherine Rawls |

## Pentathlon moderne
| Épreuves   | Or                      | Argent                | Bronze             |
| ---------- | ----------------------- | --------------------- | ------------------ |
| Hommes     |                         |                       |                    |
| Individuel | Gotthard Handrick (GER) | Charles Leonard (USA) | Silvano Abba (ITA) |

## Plongeon
| Épreuves        | Or                         | Argent                | Bronze                     |
| --------------- | -------------------------- | --------------------- | -------------------------- |
| Hommes          |                            |                       |                            |
| Tremplin à 3 m  | Richard Degener (USA)      | Marshall Wayne (USA)  | Alan Greene (USA)          |
| Haut-vol à 10 m | Marshall Wayne (USA)       | Elbert Root (USA)     | Hermann Stork (GER)        |
| Femmes          |                            |                       |                            |
| Tremplin à 3 m  | Marjorie Gestring (USA)    | Katherine Rawls (USA) | Dorothy Poynton-Hill (USA) |
| Haut-vol à 10 m | Dorothy Poynton-Hill (USA) | Velma Dunn (USA)      | Käthe Köhler (GER)         |

## Polo
| Épreuves         | Or                                                                    | Argent                                                                    | Bronze                                                       |
| ---------------- | --------------------------------------------------------------------- | ------------------------------------------------------------------------- | ------------------------------------------------------------ |
| Tournoi masculin | Argentine Manuel Andrada Roberto Cavanagh Luis Duggan Andrés Gazzotti | Grande-Bretagne David Dawnay Bryan Fowler Humphrey Guinness William Hinde | Mexique Juan Gracia Julio Mueller Antonio Nava Alberto Ramos |

## Tir
| Épreuves                         | Or                       | Argent                | Bronze                                |
| -------------------------------- | ------------------------ | --------------------- | ------------------------------------- |
| Mixte                            |                          |                       |                                       |
| Carabine à 50 m position couchée | Willy Røgeberg (NOR)     | Ralph Berzsenyi (HUN) | Władysław Karaś (POL)                 |
| Pistolet à 25 m tir rapide       | Cornelius van Oyen (GER) | Heinrich Hax (GER)    | Torsten Ullman (SWE)                  |
| Pistolet à 50 m                  | Torsten Ullman (SWE)     | Erich Krempel (GER)   | Charles Juchault des Jamonières (FRA) |

## Voile
| Épreuves                 | Or                                                                                               | Argent | Bronze                                                                                            |
| ------------------------ | ------------------------------------------------------------------------------------------------ | --- | ------------------------------------------------------------------------------------------------- |
| Mixte                    |                                                                                                  | |                                                                                                   |
| Monotype olympique       | Daniel Kagchelland (NED)                                                                         | Werner Krogmann (GER)                                                                                              | Peter Markham Scott (GBR)                                                                         |
| Quillard deux équipiers  | Allemagne Peter Bischoff Hans-Joachim Weise                                                      | Suède Arvid Laurin Uno Wallentin                                                                                   | Pays-Bas Willem de Vries Adriaan Maas                                                             |
| 6 m Jauge internationale | Grande-Bretagne Miles Bellville Christopher Boardman Russell Harmer Charles Leaf Leonard Martin  | Norvège Karsten Konow Magnus Konow Frederik Meyer Vaadjuv Nyquist Alf Tveten                                       | Suède Lennart Ekdahl Martin Hindorff Dagmar Salén Sven Salén Torsten Lord                         |
| 8 m Jauge internationale | Italie Bruno Bianchi Luigi de Manincor Domenico Mordini Enrico Poggi Luigi Poggi Giovanni Reggio | Norvège John Ditlev-Simonsen Olaf Ditlev-Simonsen Lauritz Schmidt Hans Struksnæs Jacob Tullin Thams Nordahl Wallem | Allemagne Fritz Bischoff Hans Howaldt Alfried Krupp Eduard Mohr Felix Scheder-Bischien Otto Wachs |

## Water-polo
| Épreuves         | Or | Argent | Bronze |
| ---------------- | --- | --- | --- |
| Tournoi masculin | Hongrie Mihály Bozsi Jenő Brandi György Bródy Olivér Halassy Kálmán Hazai Márton Homonnai György Kutasi István Molnár János Németh Miklós Sárkány Sándor Tarics | Allemagne Bernhard Baier Fritz Gunst Josef Hauser Alfred Kienzle Paul Klingenburg Heinrich Krug Hans Schneider Hans Schulze (en) Gustav Schürger Helmuth Schwenn Fritz Stolze | Belgique Gérard Blitz Albert Castelyns Pierre Coppieters Joseph De Combe Henri De Pauw Henri Disy Fernand Isselé Edmond Michiels Henri Stoelen |